# Épenède
 Épenède  es una comuna y población de Francia, en la región de Poitou-Charentes, departamento de Charente, en el distrito de Confolens y cantón de Confolens-Nord.
Su población en el censo de 1999 era de 209 habitantes.
Está integrada en la Communauté de communes du Confolentais .

## Demografía
| 311 | 323 | 269 | 256 | 242 | 209 |
| Para los censos de 1962 a 1999 la población legal corresponde a la población sin duplicidades (Fuente: INSEE [Consultar]) |     |     |     |     |     |